# Giuseppe Cacialli

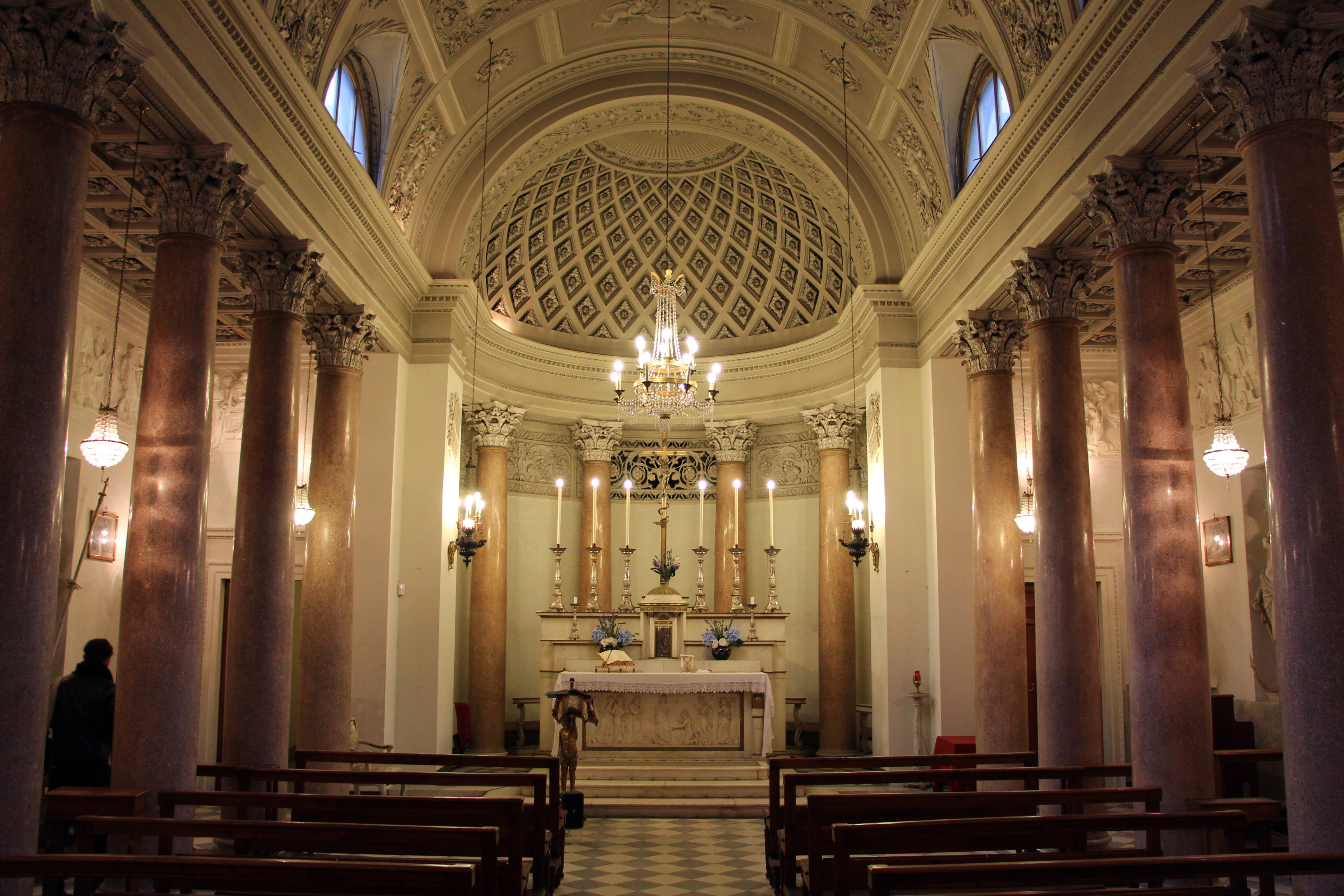
Cappella della Villa di Poggio Imperiale

Giuseppe Cacialli (Firenze, 1770 – Firenze, 1828) è stato un architetto italiano.

## Biografia
Frequentò l'Accademia di Belle Arti fiorentina diventando allievo di Gaspare Maria Paoletti e, grazie all'apprezzamento di Elisa Baciocchi, ricevette molte commissioni nel periodo napoleonico. È considerato un caposcuola dell'architettura neoclassica toscana. Fu ammesso all'Accademia di belle arti di Firenze nel 1795, prima come assistente, poi come insegnante.
Nel 1808 fu nominato Architetto delle Fabbriche della Corona di Toscana e in questa veste ebbe numerosi incarichi. Collaborò con Pasquale Poccianti nell'ampliamento della villa medicea di Poggio Imperiale, subentrando a Paoletti; in particolare, se a Poccianti si attribuisce l'impostazione generale della parte mediana della facciata, spettano principalmente a Cacialli il disegno delle due ali laterali e della cappella, oltre all'arredo della sala da ballo. Subentrò poi al Poccianti, nella realizzazione delle scale esterne della villa medicea di Poggio a Caiano.

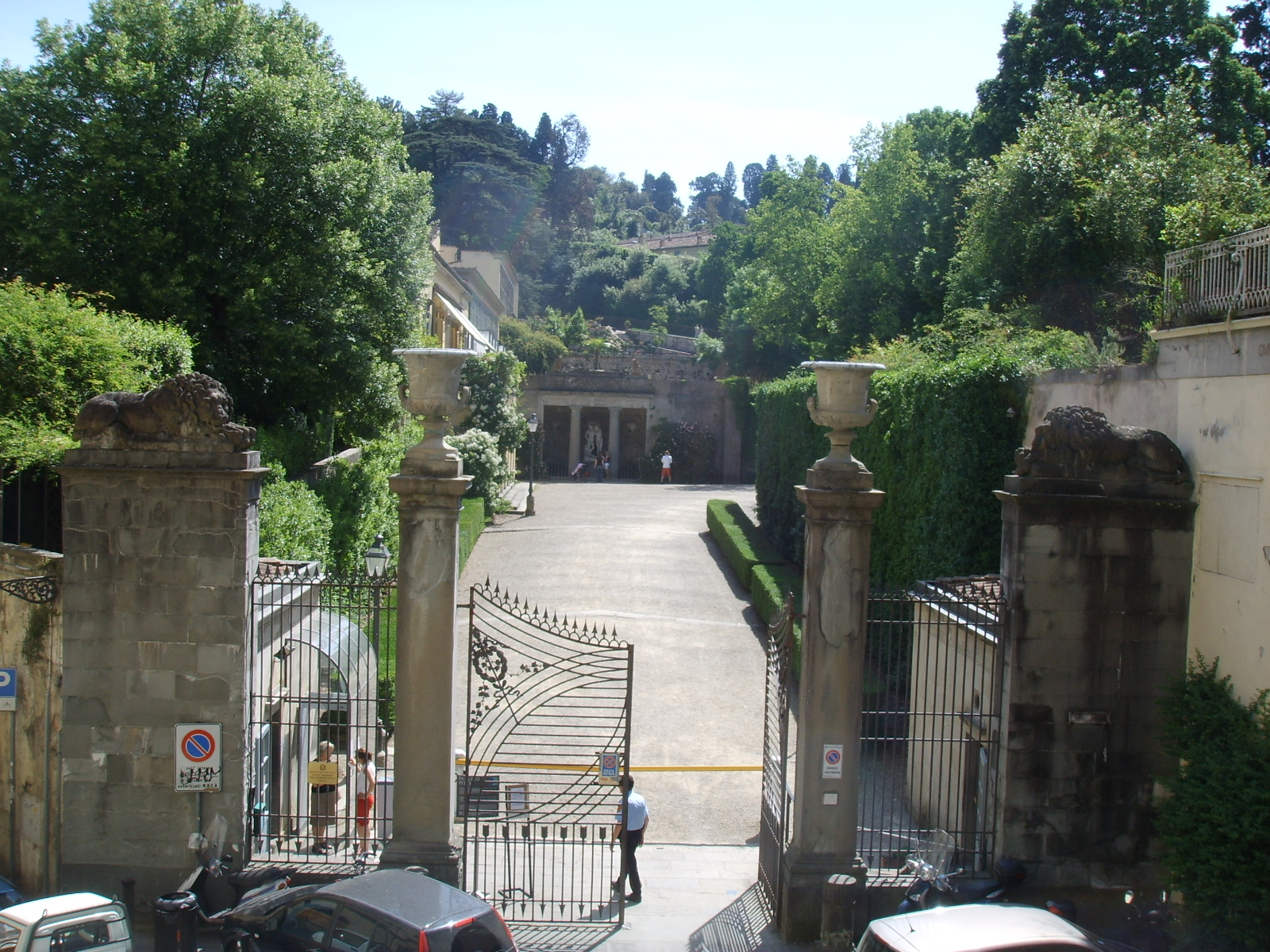
Giardino di Boboli, Porta di Annalena

Nel 1790 partecipò al concorso, indetto dalla Regia Accademia di belle arti di Parma, per l'edificio della nuova Dogana mercantile, sul fiume Parma. Del progetto di Giuseppe Cacialli (che non vinse il concorso) rimangono tre tavole, ad inchiostro acquerellato, all'Istituto P. Toschi di Parma: la Pianta generale, il Prospetto e sezione e la Veduta prospettica. Il concorso fu vinto dall'architetto Jacopo Coriazza.
Con Giuseppe Del Rosso e con Luigi de Cambray Digny Giuseppe Cacialli presentò nel 1813 il progetto di un arco di trionfo, dedicato a Napoleone Bonaparte, da erigersi sul Colle del Moncenisio.
Con la Restaurazione la sua attività non subì interruzioni e mantenne anche il pubblico incarico, sebbene con il diverso titolo di Architetto dello Scrittoio delle Regie Fabbriche. Anche il suo stile rimase fondamentalmente invariato, improntato alla maestosità scenografica, ma anche alla sobria classicità delle decorazioni.
Lavorò a Palazzo Pitti, curando le sale dell'attuale Galleria Palatina - che all'epoca ospitava gli appartamenti privati del Granduca - come la Sala dell'Iliade, la Sala dei Novissimi, la Sala di Ercole e l'elegante Sala da Bagno. Al Teatro della Pergola sistemò il Palco Reale e alle ville mediecee di Castello e di Pratolino rinnovò i giardini.
Progettò anche gli ingressi del Giardino di Boboli, con le solenni statue leonine, e la Porta di Annalena su via Romana. Alla chiesa di San Pancrazio riciclò il prospetto, con una serliana di Leon Battista Alberti, già all'interno della chiesa.

### Scritti
- Raccolta di progetti architettonici, ideati dall'architetto Giuseppe Cacialli e disegnati ed incisi da Fabio Nuti e Carlo Chirici, Firenze, per Vincenzo Batelli e figli, 1831, SBN BVE0323985.